# O Combate entre o Carnaval e a Quaresma
O Combate entre o Carnaval e a Quaresma é uma obra pintada por Pieter Bruegel, o Velho em 1559. Esta pintura descreve um festival comum do período, como comemorado nos Países Baixos do Sul. Ela apresenta o contraste entre os dois lados da vida contemporânea, como pode ser visto pelo aparecimento da pousada do lado esquerdo - para o gozo, e a igreja do lado direito - para a observância religiosa.
A cena movimentada retrata crianças bem comportadas perto da igreja e uma cena de pessoas bebendo cerveja perto da pousada. No centro há um poço, mostrando a aproximação de diferentes partes da comunidade e outras cenas mostram uma barraca de peixes. A pintura é parte da coleção no museu de Kunsthistorisches em Viena, Áustria.